# برج أبو زهمول
برج أبو زهمول أو برج الركة هو برج أثري يقع في محافظة الأحساء في المنطقة الشرقية في المملكة العربية السعودية.

## الموقع
يوجد برج أبو زهمول في بلدة العقير، حيث يقع علي بعد 3 كيلو مترًا، ويوجد بالقرب من موقع العقير الأثري .

## الوصف
البرج يوجد علي تل، ويسمي ببرج الركة لوجود أشجار آراك في المكان، يصنع منها المساويك، حيث أن التل يشرف علي قلعة العقير الواقعة علي بعد 3 كيلو مترًا في الجهة الشمالية الغربي منها، البرج علي شكل دائري، يحيط بالبرج سور علي أرتفاع 3 أمتار، يبلغ أرتفاع البرج من ثلاثة إلي عشرة أدوار، ويوجد في دخل البرج سلم حلزوني الشكل يوصل إلى أدواره الثلاثة، ويوجد بقرب من البرج توجد بئر أبو زهمول بعمق أربعة أمتار، يوجد وراء البرج من ناحية الشمالية الشرقية علي أمتداده خرائب من البيوت القديمة، ويتواجد علي مسافات متقاربة خناجر دائرية.
أنشي البرج فوق هضبة مرتفعة لإشراف علي الطريق العام لميناء العقير، ومن حيث الطراز المعماري يعد البرج من الأبراج الدفاعية المهمة، كما يتكون السور من ثلاثة غرف متلاصقة، ويوجد علي مقربة منها بئر دائري الشكل، ويوجد أيضًا تنور مطمور في الأرض، حيث دمرت حافتها العلوية، ويوجد خارج السور مقبرة مبنيه بصخور شبيهة لصخور الحبس، وتغطي الأرض الخزف الملون، والفخار، والزجاج.

## التاريخ
بني البرج في عهد الأتراك في عام 1280 هـ، يوجد بين البرج والسور بئر ماء عذب في العقير وهو البئر الوحيدة التي مياه عذبه في العقير. حيث أقيم البرج بجانب العين لحمايتها. وأجتمع في البرج الملك عبد العزيز آل سعود مع بعض الشخصيات البريطانية، واجتمع فيه أمير عقير السابق سليمان بن ثنيان مع عدد من الشخصيات التاريخية.